# Abdullah
Abdullah, Abdallah, Abd Allah (arab. ‏عبد ﷲ‎) to popularne wśród muzułmanów imię pochodzenia arabskiego oznaczające sługa Allaha. Jest ono często przybierane przez osoby nowo nawrócone na islam.
Wybrane osoby noszące to imię:
- Abd Allah ibn Abd al-Muttalib, ojciec proroka Mahometa.
- Abdallah syn Alego z dynastii Umajjadów.
- Abdullah I, król Jordanii.
- Abdullah II, król Jordanii.
- Abdullah bin Abdulaziz al Saud, od 1 sierpnia 2005 do 23 stycznia 2015 król Arabii Saudyjskiej.
- Abdullah Öcalan, kurdyjski polityk, lider Partii Pracujących Kurdystanu.
- Abdullah ibn Ismail z dynastii Alawitów.

Zobacz też:
- Abdullah I
- Abdullah II
- Abdullah III
- Abdullah IV